# Papel-moeda

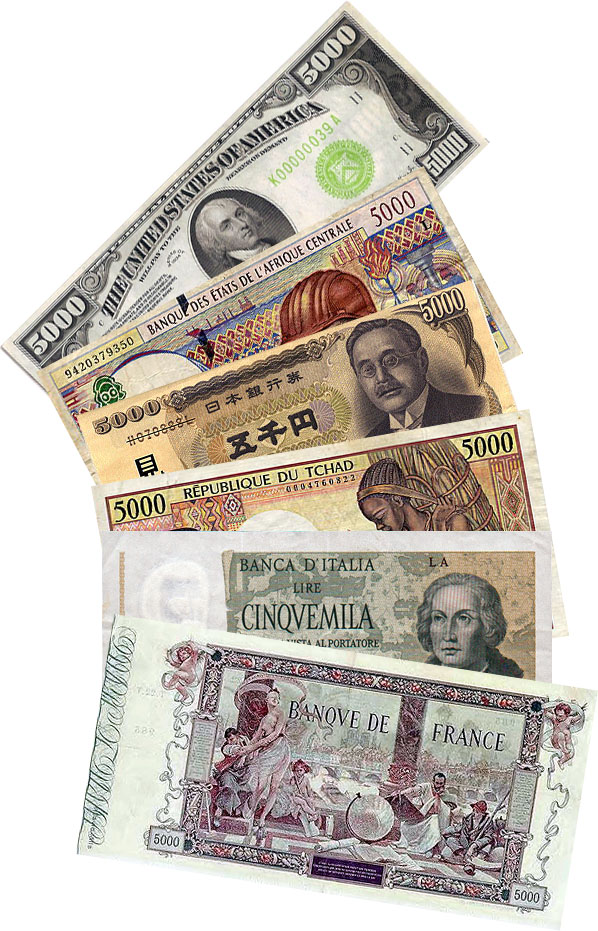
Cédulas de diversos países, todas de valor 5000

O Papel-moeda é o dinheiro oficial de um país, dessa forma sendo emitida pela autoridade oficial — competente de uma Nação, em valor impresso na forma de papel impresso emitido por um banco denominado como central autorizado pelo governo e distribuído pelos demais bancos da rede oficial de crédito nacional.
O papel-moeda tem as mesmas finalidades que a moeda metálica e a moeda escritural representada pelo cheque e o cartão de crédito, só que tem a garantia do governo se a nota for autêntica, com traves de segurança e dessa forma tem o curso forçado, segundo a Constituição Federal das Nações e sendo seu meio de pagamento básico e número 1, o sendo denominado na econometria como "M 1".

## História
A ideia do papel-moeda nasceu no dia em que um indivíduo, necessitando de moedas correntes, entregou a outra um vale para troca de mercadorias ou metais (ouro, prata, ferro ou cobre), depois dado nada em pagamento a um terceiro, com direito de recebê-lo do emitente. Com função semelhante, circularam na Idade Média recibos de depósitos de ouro em pó, que circulava como moeda-corrente, pois era facilmente divisível, mas difícil de ter sua pureza garantida. Esses comprovantes chamava-se recibos de ourives, pois eram neles que certos comerciantes confiavam, graças à sua idoneidade e cuja assinatura garantia os valores apresentados.

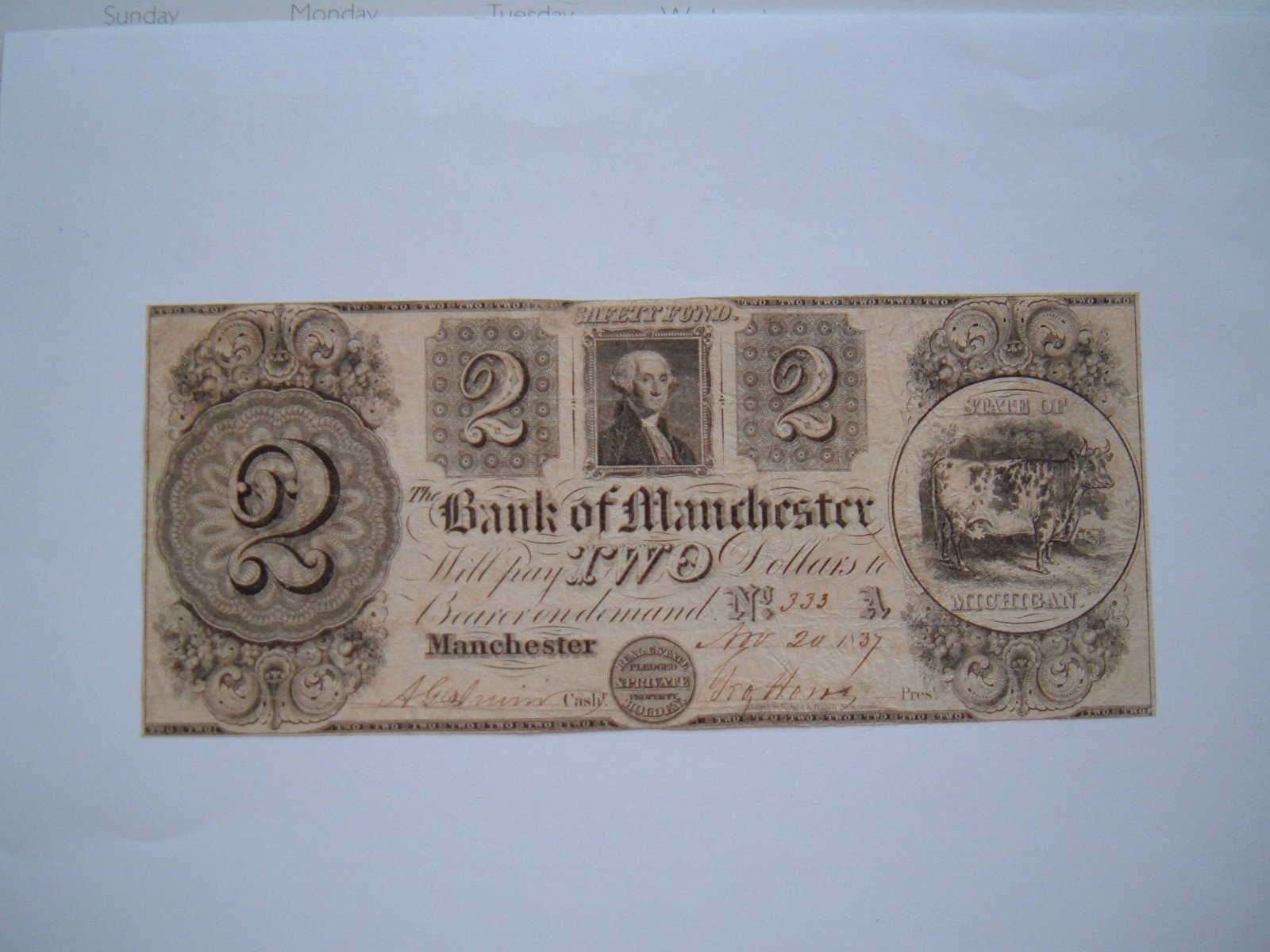
Cédula no valor de 2 dólares emitida pelo Bank of Manchester (1839), durante a free banking era. Durante este período (1837-1864), os EUA permitiam a emissão de moeda privada e adotavam um sistema bancário livre.

Os Bilhetes de Banco - Os comerciantes, preocupados com o cerceamento do ouro das moedas, eram obrigados a pesar as peças e a verificar o teor de metal fino, em operações bastante demoradas. Para evitá-las, eles passaram a guardar o dinheiro em bancos de depósitos que surgiram na Itália e alguns outros países do século XII ao XV. Eles recebiam um certificado de depósito, do qual constava a promessa de devolução ao portador da quantia entregue. Esse bilhete, conversível à vista, deu início ao que conhecemos hoje como moeda de papel ou representativa, que contava, assim, com um lastro de metal nobre.
Mercadores chineses começaram a usar dinheiro de papel na dinastia Tang (que se estendeu de 618 a 907 d.C.). No Séc. XIII, o famoso navegador veneziano Marco Polo levou a cabo sua aventura pela China. Seus registros contém as primeiras descrições ocidentais com relação ao papel-moeda em uma forma monetária incompreensível para os europeus daqueles tempos devido à falta de um valor intrínseco e real: o lastro.
Essa forma de papel-moeda se desenvolveu por si própria, inicialmente como dinheiro de emergência e logo após como forma legal. Na Suécia, em 1661, devido à falta e à incredulidade das moedas de baixo valor em cobre e a escassez de prata até então correntes, foram emitidas as primeiras cédulas sem lastro na Europa pelo Stockholms Banco.
A ideia de papel-moeda lastreado por um metal nobre se manteve firme até a Segunda Guerra Mundial, época na qual vários países tiveram suas economias completamente modificadas. As recentes teorias e observações econômicas e mercadológicas deram novo formato e função ao papel-moeda, transformando-o em uma representação da saúde econômica de um país.